# Chaetodontidae
Famille
Les poissons-papillons ou chétodontidés (Chaetodontidae) sont une famille de poissons qui se rencontrent dans l'océan Pacifique, l'océan Indien et l'océan Atlantique. Le nom de poisson-papillon peut s'appliquer à la famille entière, mais est utilisé plus spécialement pour le genre Chaetodon et les espèces de forme similaire.

## Description et caractéristiques
Les poissons-papillons doivent leur nom poétique aux magnifiques couleurs qu'ils portent, éventuellement assorties d'une ocelle rappelant d'autant plus les lépidoptères. Leurs corps est généralement argenté avec des barres noires et des parties jaunes (notamment la nageoire dorsale). Souvent une barre noire leur maquille les yeux. Leur museau est tubulaire et semé de toutes petites dents (dont ils tirent leur nom). La nageoire dorsale est continue, et porte 6 à 16 épines et 15 à 30 rayons mous ; la nageoire anale compte 3 à 5 épines et 14 à 23 rayons mous ; la caudale comporte 15 rayons branchus.
Ces poissons connaissent un stade intermédiaire avant d'atteindre l'âge adulte. Au stade juvénile, les jeunes poissons différent de forme et de couleurs et il est fréquent qu'ils soient marqués par une tache sombre de part et d'autre de leur flanc dont la forme peut évoquer celle d'un œil. Cette tache aurait l'avantage d'effrayer les éventuels prédateurs.
La forme typique de leur corps est ovale et aplatie, leur front dessine une courbure concave jusqu'à la bouche. Celle-ci est  petite et légèrement allongée comme une trompe, de couleur grisâtre avec des lignes noires discontinues,
et bordé de jaune à l'avant de la nageoire dorsale, sur la bouche, le ventre et les nageoires ventrale et anale. Il présente un cercle noir entouré de blanc près de la nageoire caudale.
La taille maximale des espèces est en général comprise entre 12 et 22 centimètres, le plus grand (Chaetodon lineolatus) pouvant atteindre 30 centimètres.
Ces poissons ont généralement des couleurs très attrayantes, et sont donc appréciés dans les aquariums d'eau de mer. Toutefois, beaucoup d'espèces sont très difficiles à nourrir, du fait de leur alimentation très spécialisée.
Il en existe environ 130 espèces, réparties en une douzaine de genres.

## Répartition
Les poissons-papillons vivent dans les mers chaudes du globe, préférentiellement dans les récifs de corail. Ils se rencontrent généralement de 2 à 18 mètres de profondeur.
Ce sont des poissons inféodés aux milieux tropicaux : depuis l'ouverture du canal de Suez, des captures ont eu lieu en Méditerranée, mais elles demeurent tout à fait exceptionnelles (cas de migration lessepsienne).

## Alimentation
Les poissons papillons se nourrissent  au milieu des récifs de petits invertébrés tels que les polypes et les vers minuscules. Leur nourriture s'accompagne parfois de corail et d'autres cnidaires, comme les anémones de mer ; certains sont des planctonivores facultatifs. 
Les déjections des poissons-papillons sont pleines de microalgues vivantes, des microalgues dont les jeunes coraux en particulier ont besoin pour grandir. Ces déjections pourraient même aider à soigner le blanchiment dû au réchauffement climatique qui tue le corail et menace les trois quarts des récifs coralliens de la planète, des récifs qui abritent 25 % des espèces sous-marines connues. 
Leur entretien est délicat en aquarium.

## Utilisation scientifique
De nombreuses espèces sont considérées comme des bioindicateurs de l’état de santé des coraux, notamment les corallivores stricts, et la famille dans son ensemble est utilisée pour évaluer le statut écologique d’un récif.

## Liste des genres
| Selon World Register of Marine Species (26 mars 2014) : - genre Amphichaetodon Burgess, 1978 - genre Chaetodon Linnaeus, 1758 - Poisson-papillons - genre Chelmon Cloquet, 1817 - genre Chelmonops Bleeker, 1876 - genre Coradion Kaup, 1860 - genre Forcipiger Jordan & McGregor, 1898 - genre Hemitaurichthys Bleeker, 1876 - genre Heniochus Cuvier, 1816 - Poissons-cochers - genre Johnrandallia Nalbant, 1974 - genre Parachaetodon Bleeker, 1874 - genre Prognathodes Gill, 1862 - genre Roa Jordan, 1923 - genre Tetragonoptrus Klein, 1776 | Selon ITIS (26 mars 2014) : - genre Amphichaetodon Burgess, 1978 - genre Chaetodon Linnaeus, 1758 - genre Chaetodontops Bleeker, 1876 - genre Chelmon Cloquet, 1817 - genre Chelmonops Bleeker, 1876 - genre Coradion Kaup, 1860 - genre Forcipiger Jordan & McGregor in Jordan & Evermann, 1898 - genre Hemitaurichthys Bleeker, 1876 - genre Heniochus Cuvier, 1816 - genre Johnrandallia Nalbant, 1974 - genre Parachaetodon Bleeker, 1874 - genre Peterscottia Nalbant, 1991 - genre Prognathodes Gill, 1862 - genre Roa Jordan, 1923 |

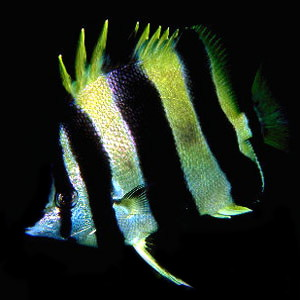
Amphichaetodon howensis
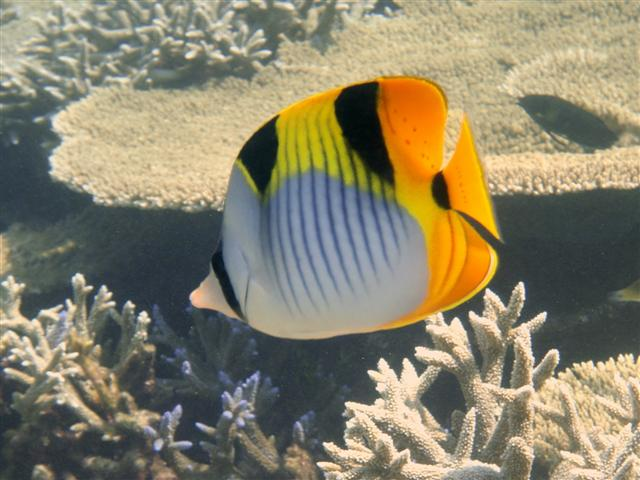
Chaetodon falcula
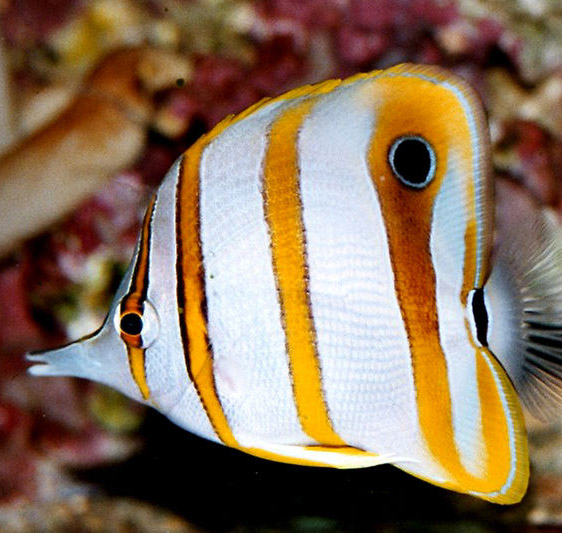
Chelmon rostratus
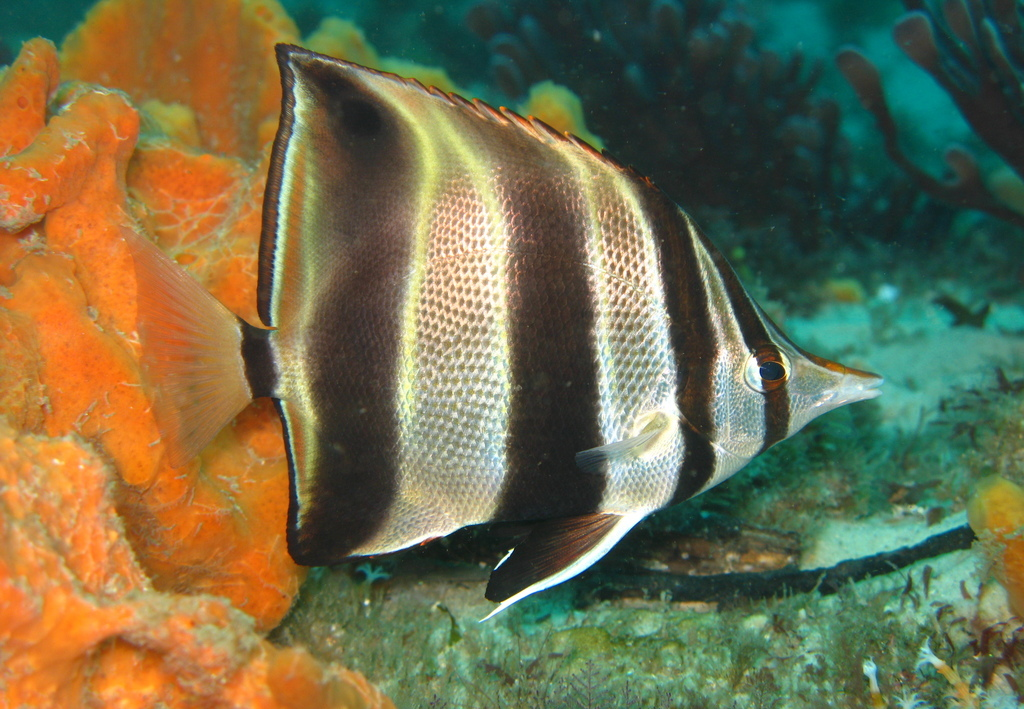
Chelmonops truncatus
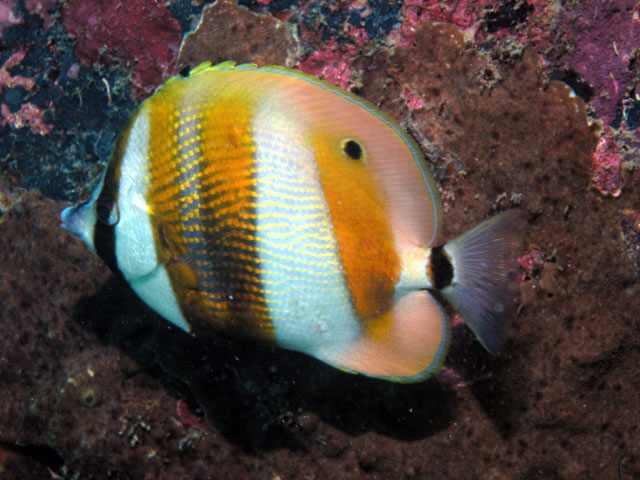
Coradion chrysozonus
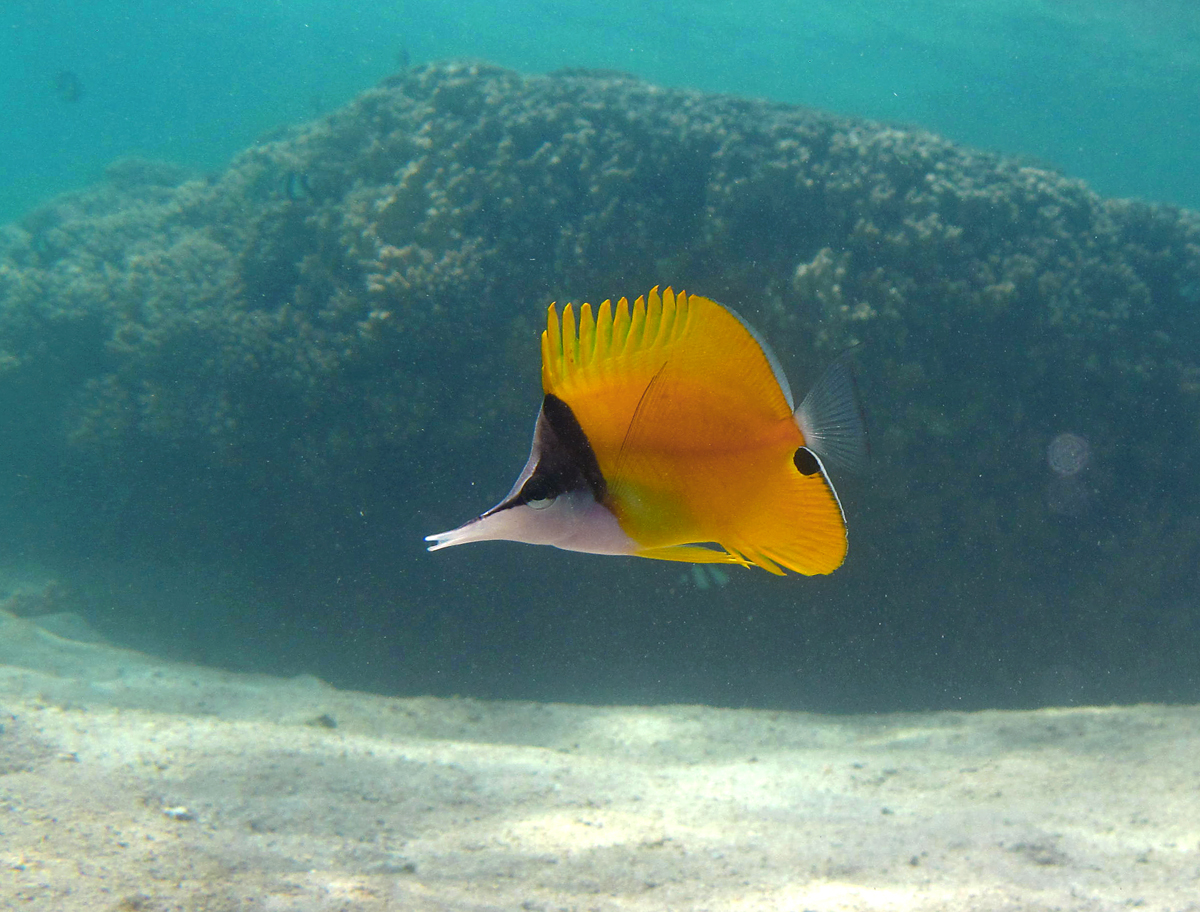
Forcipiger flavissimus
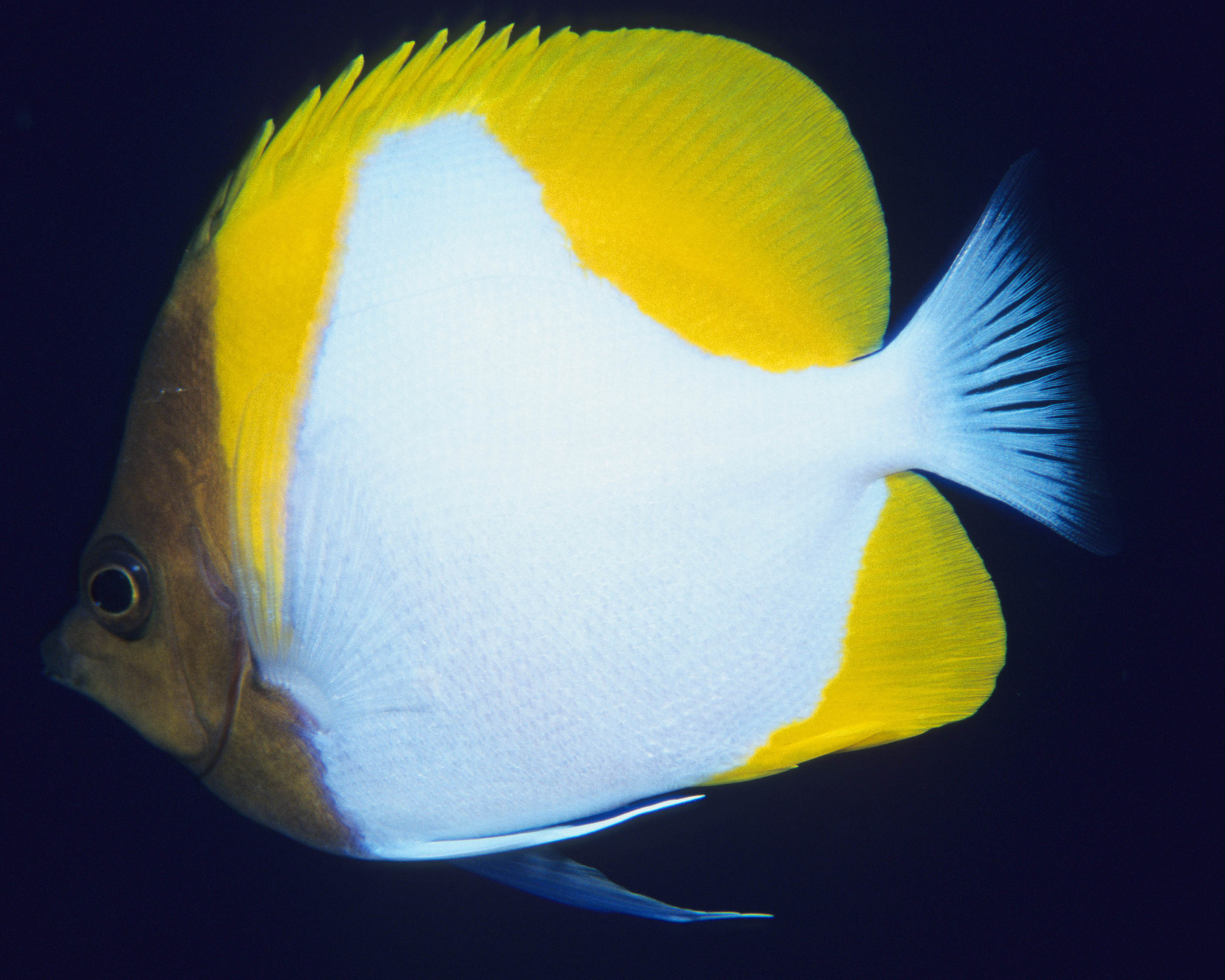
Hemitaurichthys polylepis
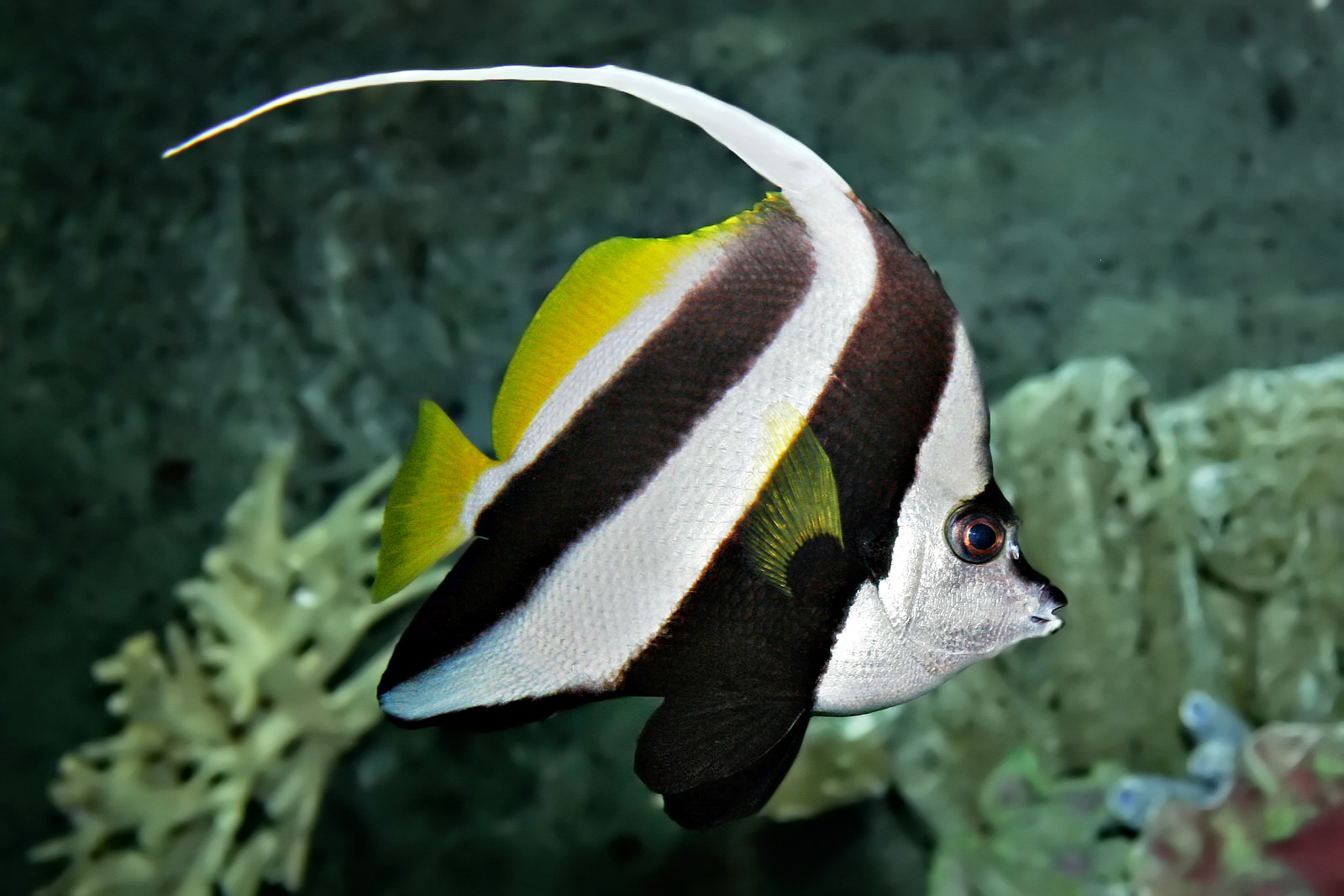
Heniochus acuminatus
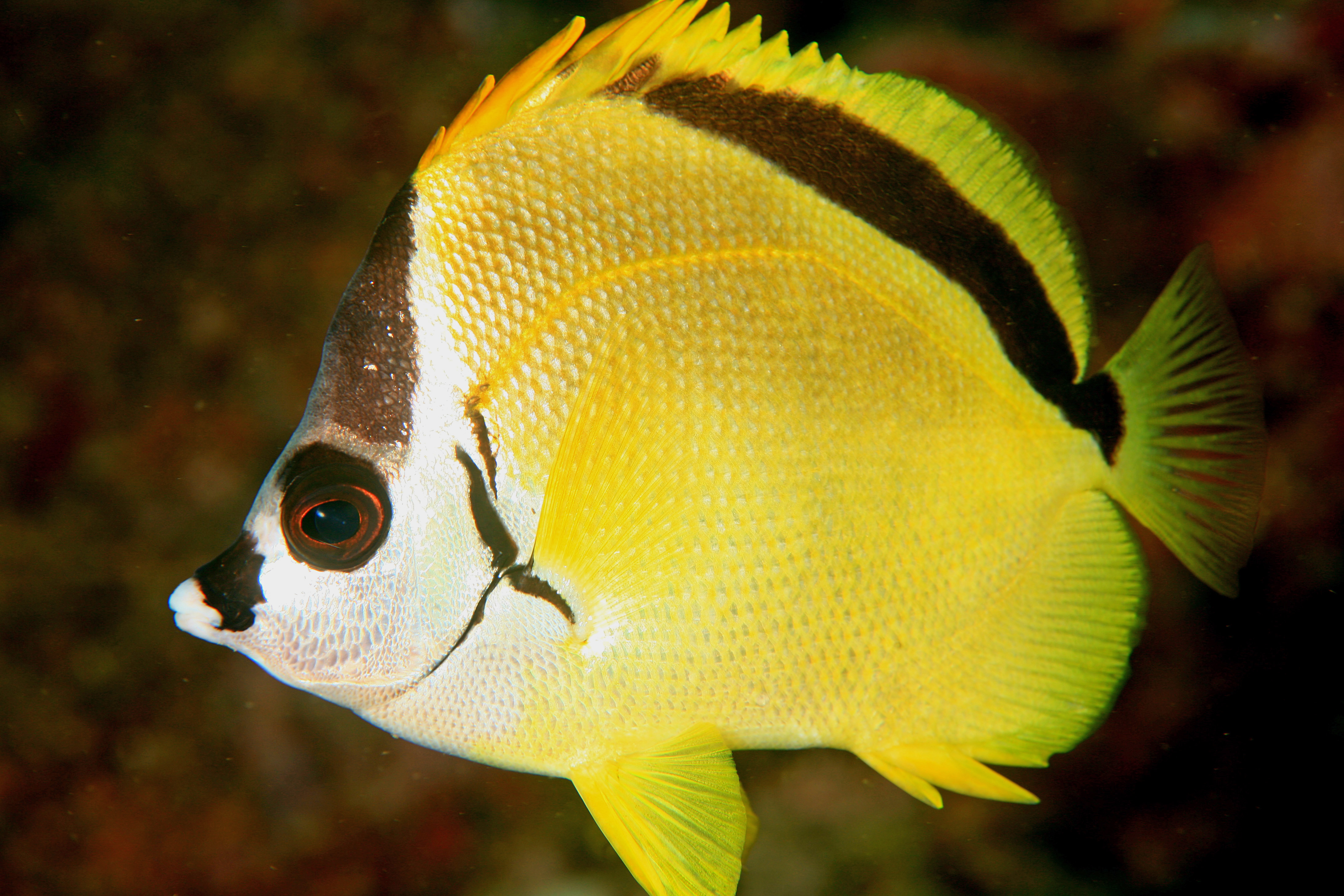
Johnrandallia nigrirostris
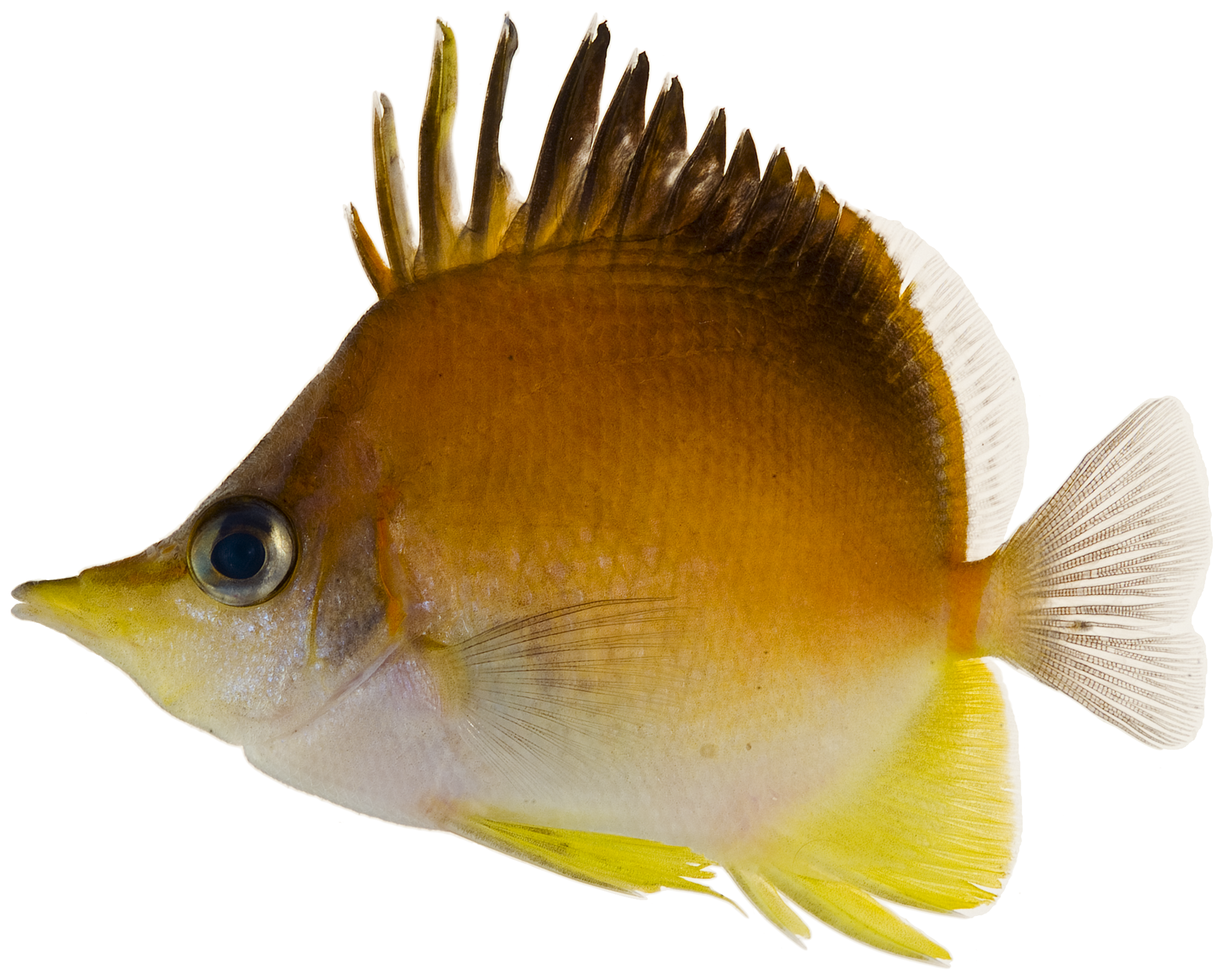
Prognathodes aculeatus
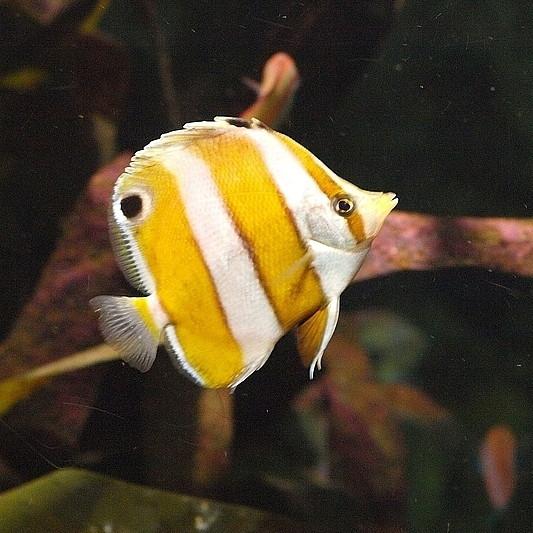
Roa modesta